# Танабе Кійосі
Танабе Кійосі (яп. 田辺 清; 10 жовтня 1940, Аоморі, Префектура Аоморі) — японський професійний боксер, призер Олімпійських ігор 1960.

## Спортивна кар'єра
На Олімпійських іграх 1960 Танабе Кійосі завоював бронзову медаль в категорії до 51 кг, ставши першим японським боксером, який завоював олімпійську нагороду.
- В 1/16 фіналу переміг Ісаака Аріє (Гана) — 5-0
- В 1/8 фіналу переміг Каріму Янга (Нігерія) — 4-1
- У чвертьфіналі переміг Мірчу Добреску (Румунія) — 4-1
- У півфіналі програв Сергію Сівко (СРСР) — 1-4

1962 року став чемпіоном Азійських ігор в категорії до 54 кг.
1963 року перейшов до професійного боксу. 1965 року завоював титул чемпіона Японії в найлегшій вазі. 20 лютого 1967 року в Токіо Танабе зустрівся в бою з діючим чемпіоном світу за версією WBA аргентинцем Гораціо Ассавалло і святкував перемогу технічним нокаутом у шостому раунді. Титул чемпіона світу не стояв на кону цього бою, і Ассавалло залишився чемпіоном. Кійосі Танабе планував найближчим часом вийти на офіційний бій за звання чемпіона світу, але через проблеми з зором змушений був взагалі припинити виступи.